# 水谷吉蔵
水谷 吉蔵（みずたに きちぞう、1880年（明治13年）8月30日 - 1945年（昭和20年）5月8日）は日本の陸軍軍人、政治学者。法政大学法学部教授、最終階級は陸軍輜重兵少佐。日本に初めて戦車を導入する際、イギリスに派遣された人物。

## 略歴
1880年（明治13年）8月30日、大阪府に生まれる。1902年（明治35年）に陸軍士官学校14期を卒業し、1903年（明治36年）に少尉に任官する。日露戦争では、遼陽会戦、沙河会戦、奉天会戦に参加する。1909年（明治42年）に大尉に昇進し、第10師団軍法会議判士に任ぜられる。1913年（大正2年）に陸軍軍法会議法案審査委員に任じられ、1917年（大正6年）に欧米（英、米、仏、伊）に派遣され、1918年（大正7年）に少佐に昇進する。1921年（大正10年）に予備役となり、帝国自動車学校校長を務める。1925年（大正14年）に法政大学法学部を卒業、1931年（昭和6年）に同大学大学院を修了する。1938年（昭和13年）4月に法政大学法学部兼専門部教授に就任し、同年9月に法政中学校校長を兼務する。1942年（昭和17年）、『国際政治の指導原理と高度国防国家の必然性』により法学博士（法政大学）を取得する。

## 書籍

### 単著
- 『新兵馬術教育』（校閲）喜多山淡二郎（一二三館  1908）
- 『自動車操縦術』（帝国自動車学校、1923）
- 『自動車機構並取扱術』（新栄社出版部、1925）
- 『自動車学と法規』（兵林館、1928）
- 『国際政治と戦争』（平凡社、1932）
- 『国際軍縮と国際聯盟の非合理性』（知進社、1934）
- 『国際政局と雄大なる皇国の使命』（日本協会出版部、1938）
- 『政治学要綱』（叢文閣、1939）
- 『政治学大綱』（有精堂、1943）

### 編集
- 『輜重兵須知』（軍友協会、1915）

## 参考
- 『自動車操縦術』（帝国自動車学校、1923）
- 『法政大学校友名鑑』（法政大学、1941）